# Władysławów (powiat bialski)
Władysławów – wieś w Polsce położona w województwie lubelskim, w powiecie bialskim, w gminie Tuczna.
W latach 1975–1998 miejscowość należała administracyjnie do województwa bialskopodlaskiego.
Wieś jest sołectwem w gminie Tuczna. Według Narodowego Spisu Powszechnego z roku 2011 wieś liczyła 45 mieszkańców.
Wierni Kościoła rzymskokatolickiego należą do parafii św. Anny w Tucznej.